# Голубок верагуанський
Голубок верагуанський (Leptotrygon veraguensis) — вид голубоподібних птахів родини голубових (Columbidae). Мешкає в Центральній і Південній Америці. Раніше цей вид відносили до роду Голубок (Geotrygon), однак за результатами молекулярно-генетичного дослідження його було переведено до новоствореного монотипового роду Верагуанський голубок (Leptotrygon).

## Опис

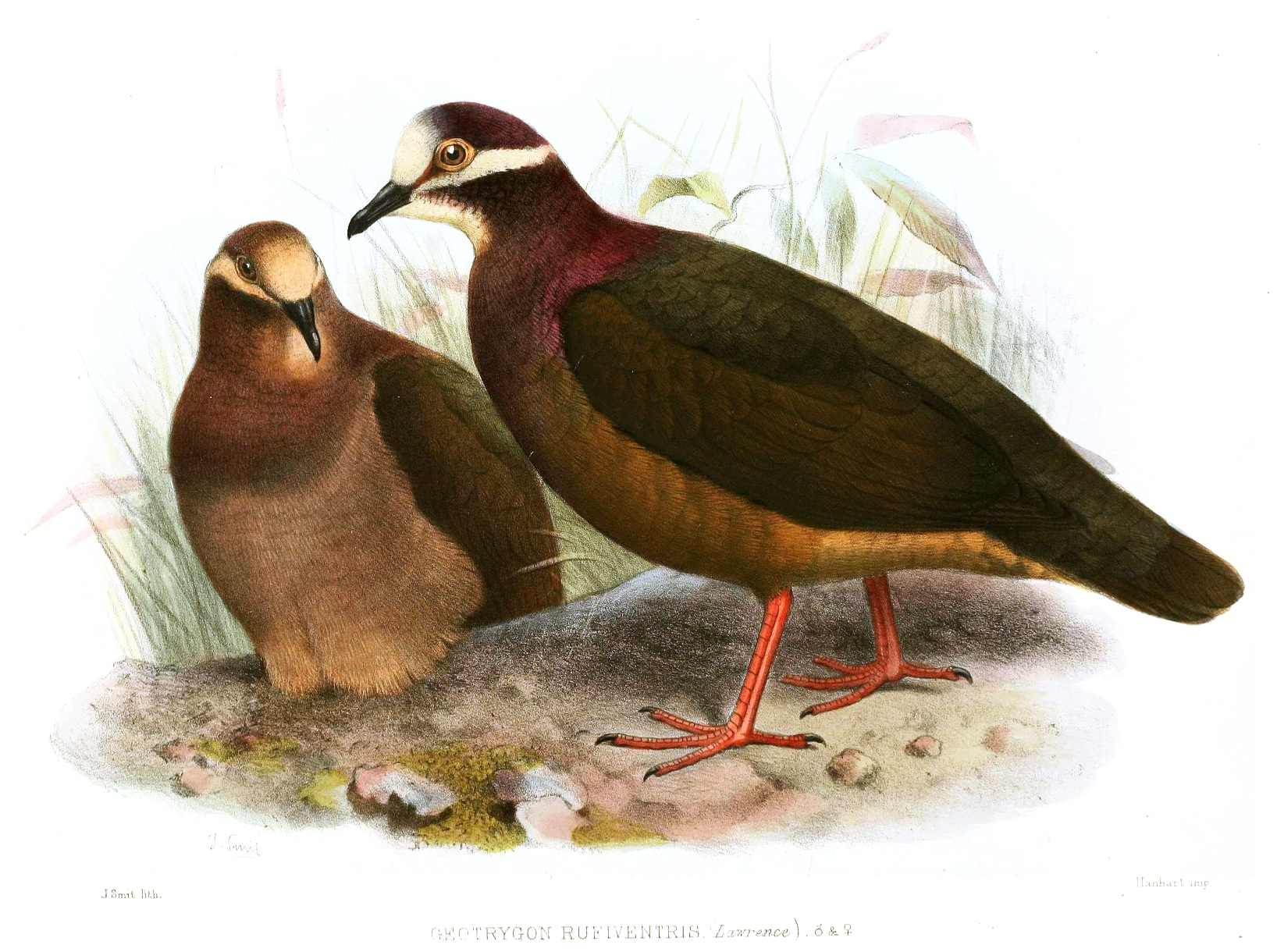
Верагуанські голубки

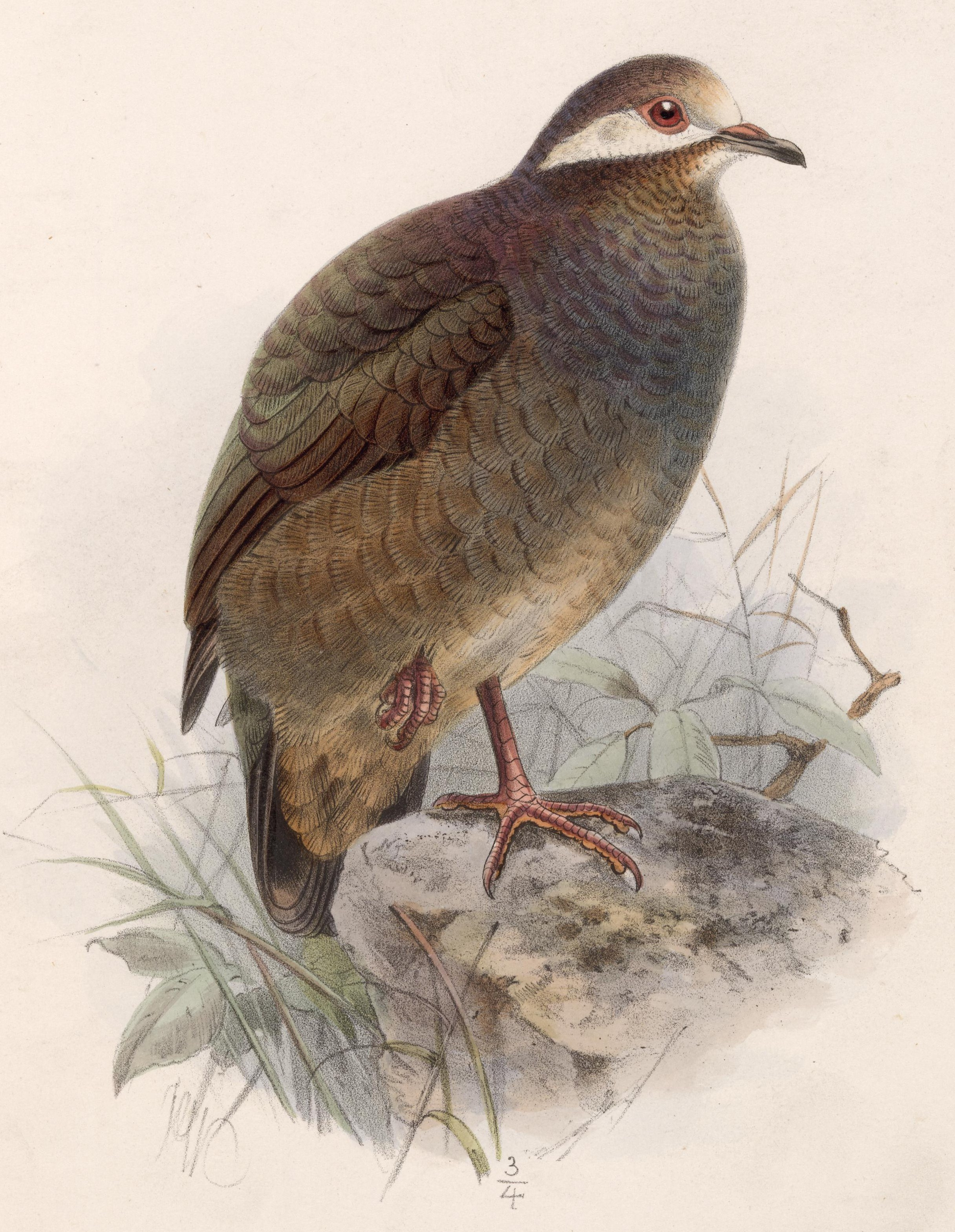
Верагуанський голубок

Довжина птаха становить 21-24,5 см, вага 155 г. Лоб білий, тім'я сіре, задня частина тімені, потилиця і шия фіолетові. На щоках широкі білі смуги, під ними є вузькі чорні смуги, від дзьоба до очей ідуть чорні смуги. Верхня частина тіла темно-оливково-коричнева або пурпурово-коричнева. Горло біле, живіт білий або охристо-білий, боки рудувато-охристі. Шия, груди і верхня частина тіла мають зеленуватий або пурпуровий відтінок. Виду загалом не притаманний статевий диморфізм, у самиць лоб і тім'я можуть були охристими. У молодих птахів пера мають охристі края, райдужний відблиск оперення у них відсутній.

## Поширення і екологія
Верагуанські голубки мешкають на карибських схилах крайнього півдня Нікарагуа, Коста-Рики і Панами, а також на тихоокеанських схилах східної Панами, Колумбії і північно-західного Еквадору (Есмеральдас). Вони живуть в підліску вологих рівнинних тропічних лісів. Зустрічаються поодинці або парами, переважно на висоті до 900 м над рівнем моря. Живляться насінням, плодами і дрібними безхребетними, яких шукають на землі. Сезон розмноження в Коста-Риці триває з січня по липень. Гніздо робиться з гілочок і корінців, розміщується на висоті від 1 до 2 м над землею. В кладці 2 яйця.

## Збереження
МСОП класифікує цей вид як такий, що не потребує особливих заходів зі збереження. За оцінками дослідників, популяція верагуанських голубків становить від 20 до 50 тисяч птахів і поступово скорочується.